# Местрес, Апеллес
Апеллес Местрес-и-Оньос (кат. Apel·les Mestres i Oñós, исп. Apeles Mestres; 29 октября 1854, Барселона, Испания — 19 июля 1936, там же) — каталонский художник, иллюстратор, поэт, график и музыкант. Исходил из идеи глубинного единства всех видов искусства и художественного творчества, что помогло ему столь разносторонне повлиять на развитие каталонской культуры.

## Жизнь и творчество
А. Местрес профессионально изучал рисунок в барселонской Школе изящных искусств. Был автором большого количества книжных иллюстраций, сотрудничал также с рядом барселонских журналов, таких, как La Campana de Gràcia, L'Esquella de la Torratxa, El Liberal, La Publicitat, и некоторыми другими. Был знатоком и приверженцем искусства английских прерафаэлитов. Оказал большое влияние на развитие живописи стиля модерн в Каталонии. В 1914 году из-за болезни глаз был вынужден отказаться от занятий живописью и рисунком. 
В 1875 году из печати выходит сборник стихотворений Местреса Avant!. Ему следуют другие - Microcosmos (1878), Balades (1889), Cançons íntimes (1889), Idil·lis (1889), Vobiscum (1892), Odes serenes (1893), Epigrames (1894), Pom de cançons (1907), Darreres balades (1926) и т.д. Также пишет и прозу, ставшую впоследствии основой для его драматических произведений:Margarido (1890), Gaziel (1891), L'estiuet de Sant Martí (1892), Liliana (1907). Занимался также художественным переводом, в частности переводил на каталанский язык произведения Генриха Гейне. Автор сказок по народным каталонским мотивам и сборника воспоминаний (Records i fantasies, 1896). В 1901 начинает работать как театральный драматург; постановка пьесы La Rosons. Музыку к ней написал Энрик Морера. В пьесах А.Местреса сильны символистское и позитивисткое влияния, они выраженный имеют модернистский характер. Автор музыки и текста для баллад и мадригалов (Cançons il·lustrades, музыка Хозепа Родореды, 1879, Balladen für Gesang und Klavier и Zwölf Madrigale, 1926). Многие лирические и драматические произведения были впоследствии положены на музыку такими композиторами, как Энрик Гранадос, Амадеу Вивес, Энрик Морера и Хоан Боррас де Палау и Кассиа Касадемонт. Местрес был также автором в области музыкальной критики (Volves musicals, 1926). 

## Поэтические сборники
- Cants íntims. (с более чем 100 иллюстрациями автора), 1889.
- Margaridó, 1890.
- Idilis, 1900.
- En Misèria, 1902.
- Poemas d'amor, 1904.
- La Perera, 1908.
- La senyoreta, 1909.
- Abril, 1911.
- Poesia xinesa, 1925.
- Liliana. Barcelona, 1948, с иллюстрациями автора.

## Опера
- «Follet» (либретто), композитор Энрике Гранадос.

## Награды
Кавалер ордена Почётного легиона. В 1920 году награждён золотой медалью города Барселона. Был награждён также рядом испанских литературных премий (в 1909, 1915 годах и др.). 

## Галерея

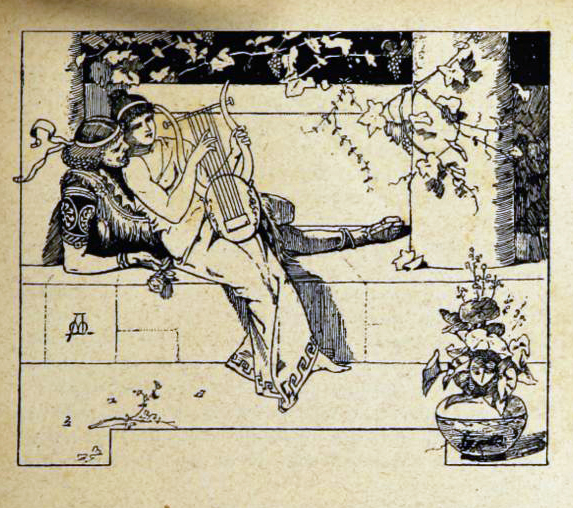
«Дочь царя Египта» (1881)
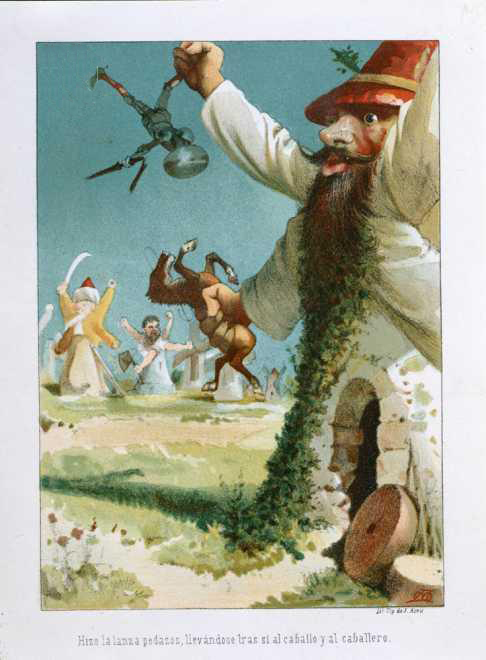
Иллюстрация к «Дон-Кихоту» (1879)
«Смерть и дьявол» (1884-1885)
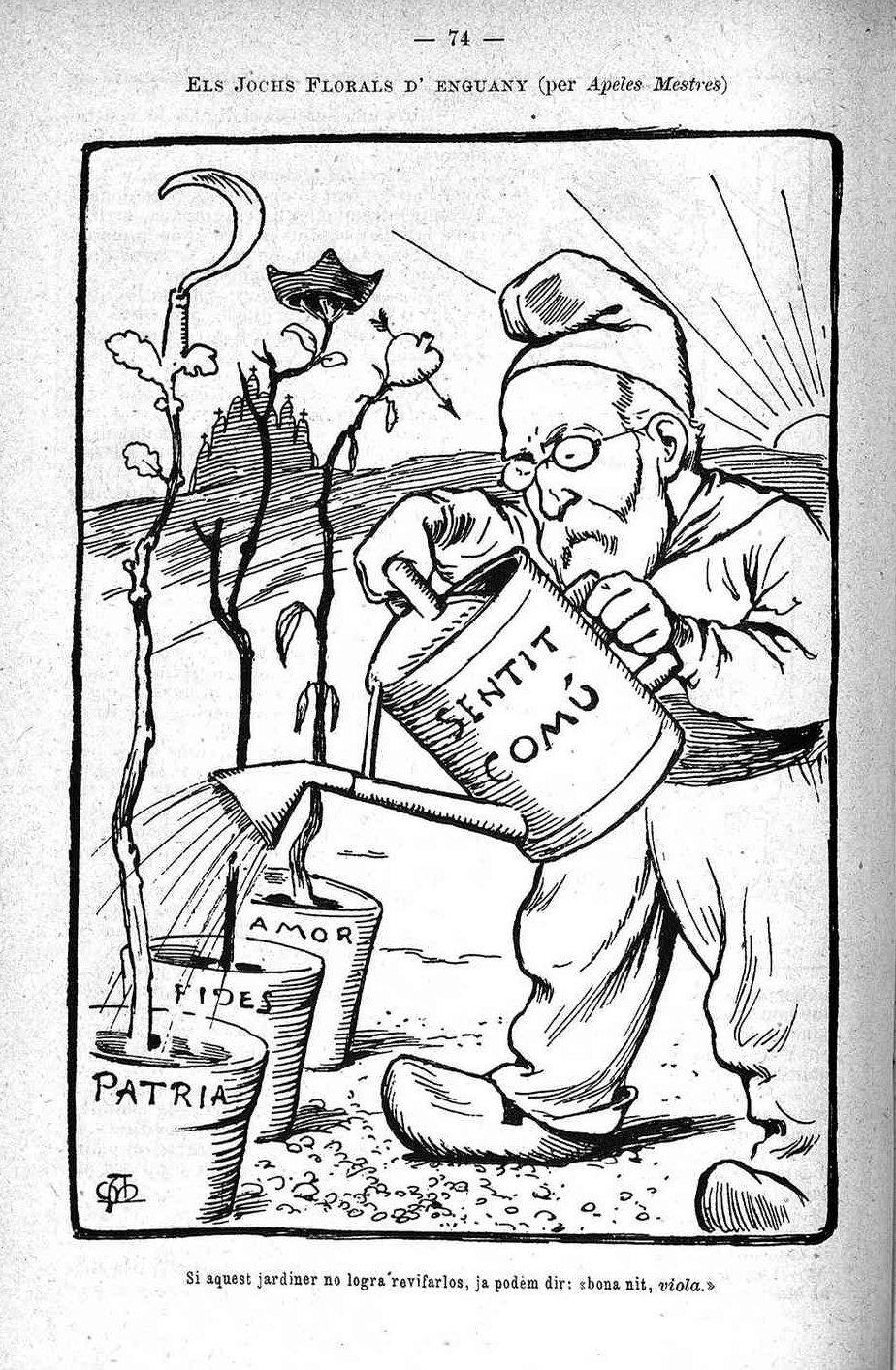
Карикатура в «Almanach de La Esquella de la Torratxa» (1902)
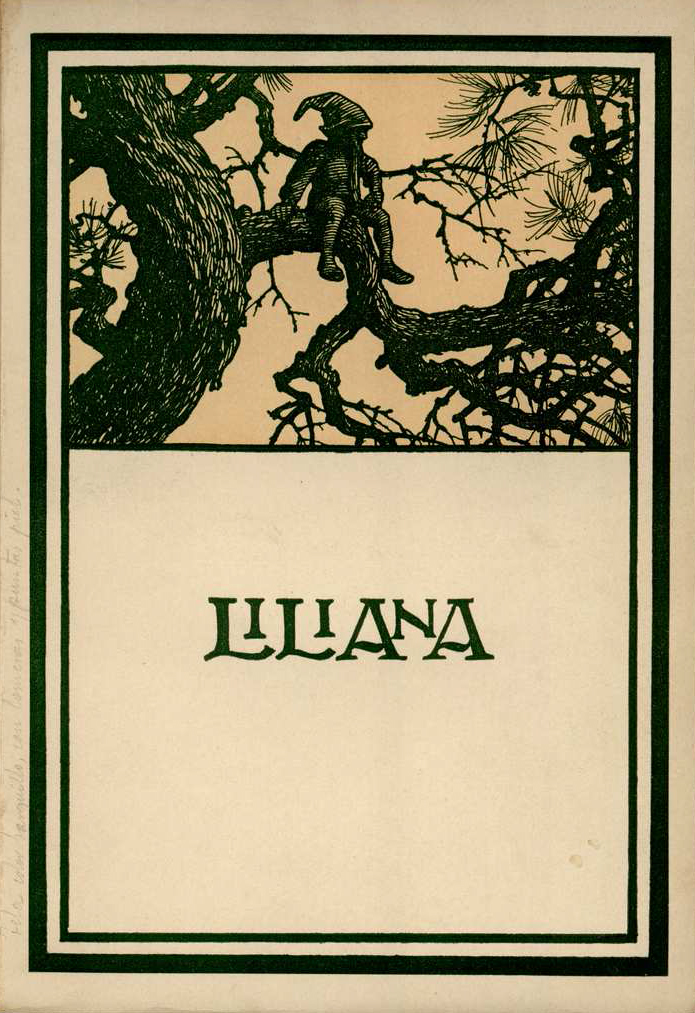
Сборник «Лилиана» (1907)
Иллюстрация из сборника «Лилиана».